# Bank

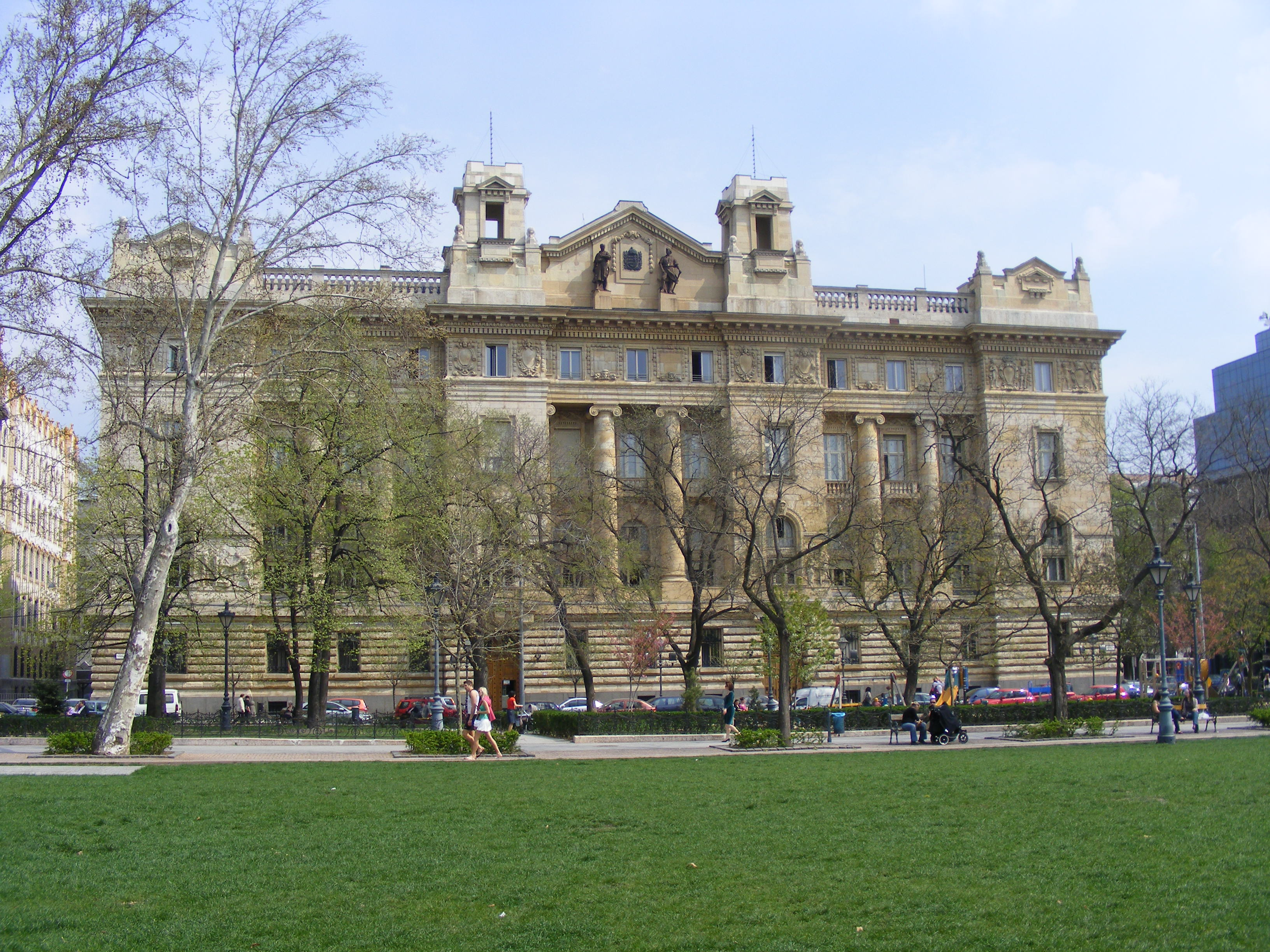
A Magyar Nemzeti Bank épülete Budapesten

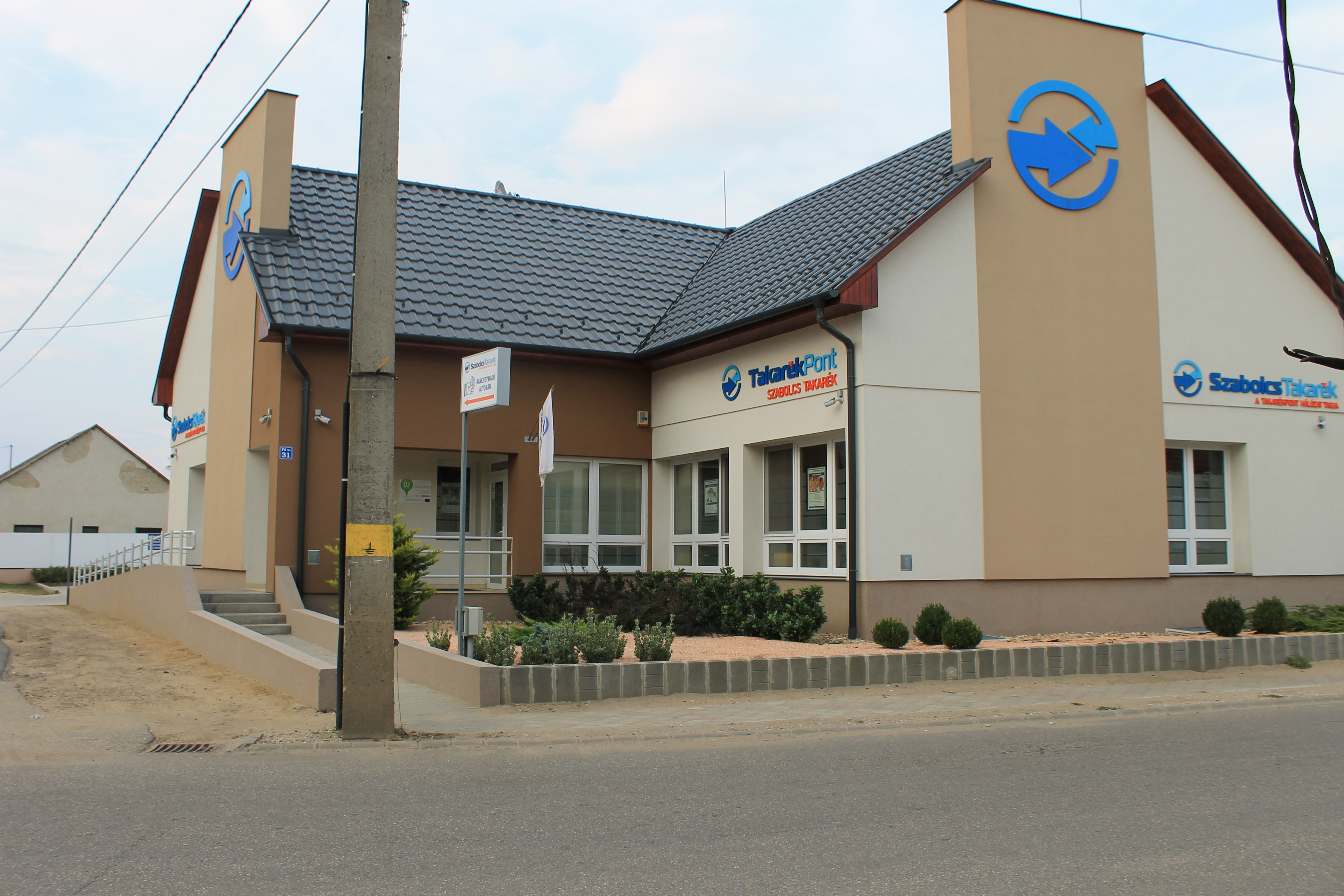
A Szabolcs Takarék egyik fiókja Balkányban

A bank a pénzügyi közvetítő rendszer legjellemzőbb eleme. Olyan pénzintézet, amely számos tevékenységgel, elsősorban hitelek közvetítésével foglalkozik; a náluk betétként elhelyezett pénzt másoknak kölcsönadják. A betétek után alacsonyabb kamatot fizetnek, a hitelek után magasabb kamatot vesznek, a kettő közti különbség pedig a bank nyeresége. A kapitalista gazdaságokban a bankrendszer általában kétszintű, vagyis a központi bank (ún. jegybank) elsősorban a bankrendszert irányító feladatokat látja el, az üzleti tevékenységet pedig a kereskedelmi bankok és más szakosított pénzintézetek végzik. Magyarországon 1987 óta kétszintű a bankrendszer.

## Fogalma

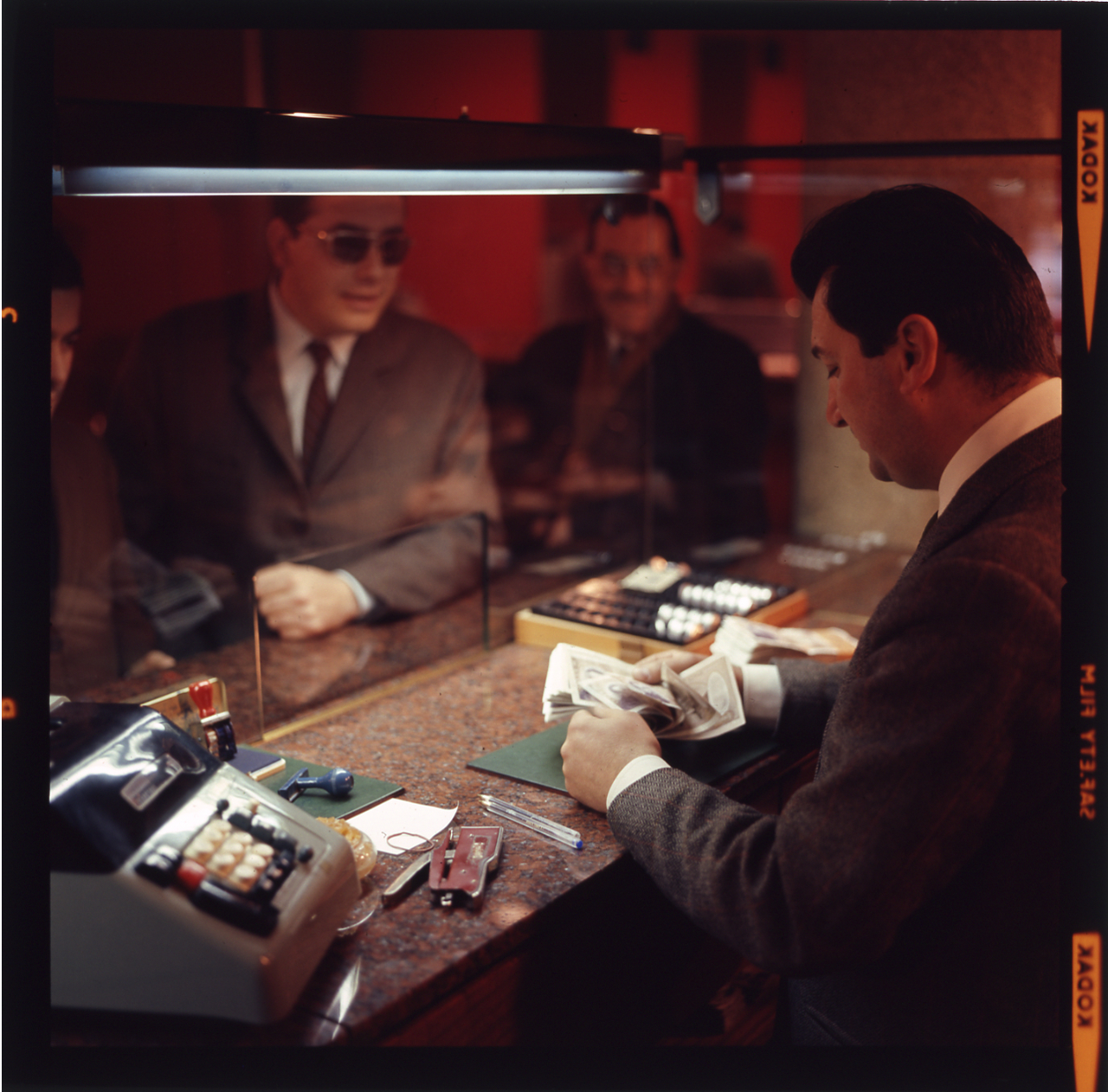
1970

A bank a hitelintézetek közé tartozó olyan pénzügyi intézmény, amely pénzügyi szolgáltatásokat nyújt. Legfontosabb tevékenysége hitelek nyújtása és betétek gyűjtése. Vagyis a gazdaság jelenleg felhasználatlan pénzmegtakarításainak begyűjtése (passzív bankügylet), és azok kihelyezése, aktiválása a gazdaság pénzszükségben lévő alanyaihoz (aktív bankügylet). Eképpen a modern tőkés gazdaság egyfajta motorjai. A bank hagyományosan a pénzügyi szolgáltatások díjából és a hitelekből származó kamatból jut haszonhoz. Újabban – mivel a viszonylag alacsony kamatlábak sokszor korlátozzák a bankok bevételi lehetőségeit – némely bank hiteltúllépési díjak és különböző befektetések útján is igyekszik jövedelemhez jutni.

## A szó eredete
A bank szó az olasz banca szóból ered, ami a német nyelvből származik és padot jelent, amely a középkori pénzváltó padokra utal.
A bankok működése banki engedélyhez kötött.
A hagyományos banki működésmódhoz képest alternatívaként megjelentek a fenntartható fejlődést, a társadalmi és környezeti szempontokat is figyelembe vevő, sőt integráló pénzintézetek: közösségi bank, etikus bank, zöld bank és alternatív bank elnevezésekkel, illetve a digitalizáció fejlődése nyomán létrejöttek a neobankok.[forrás?]

## Bank által nyújtott szolgáltatások

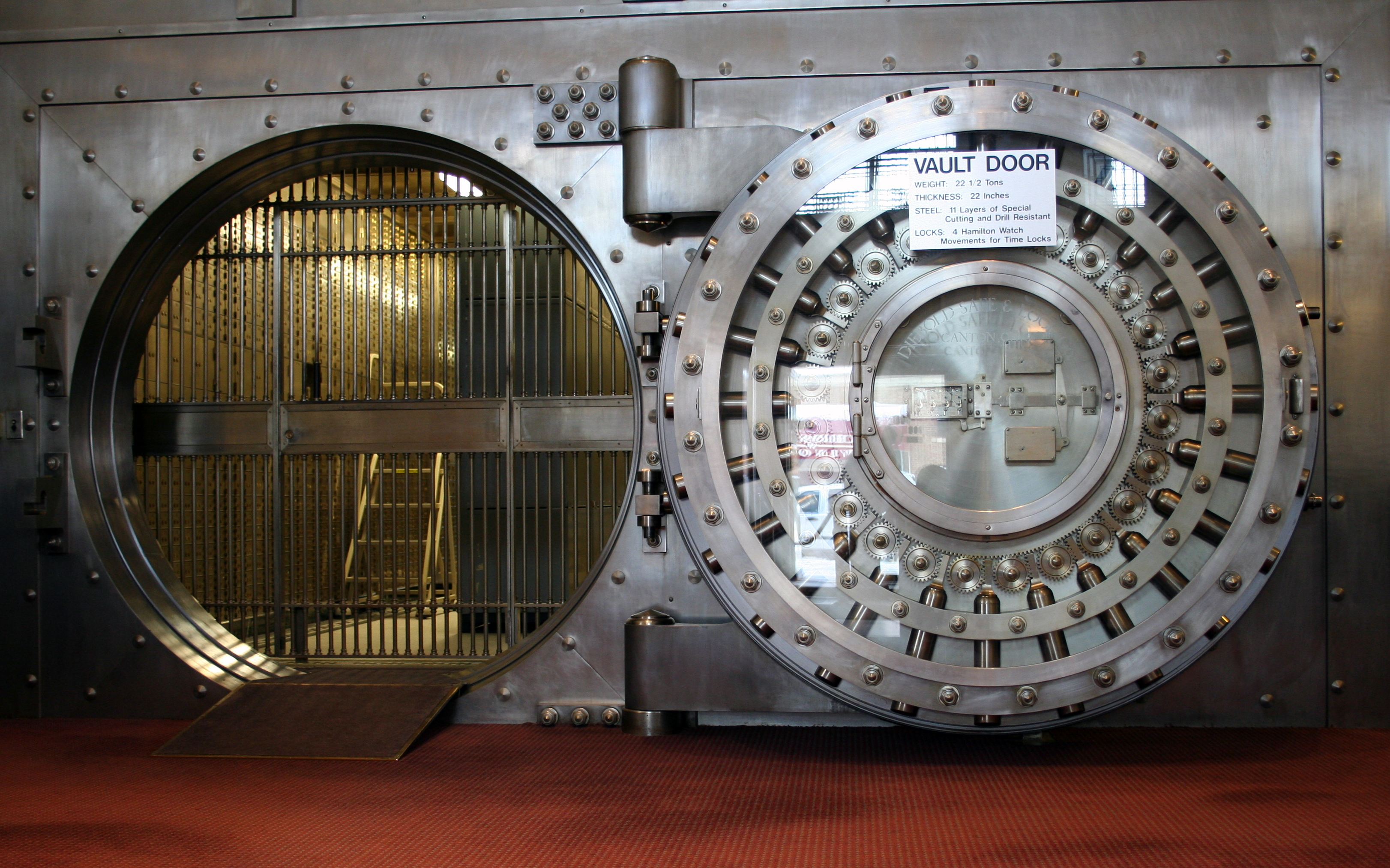
Régi bank széf ajtó.

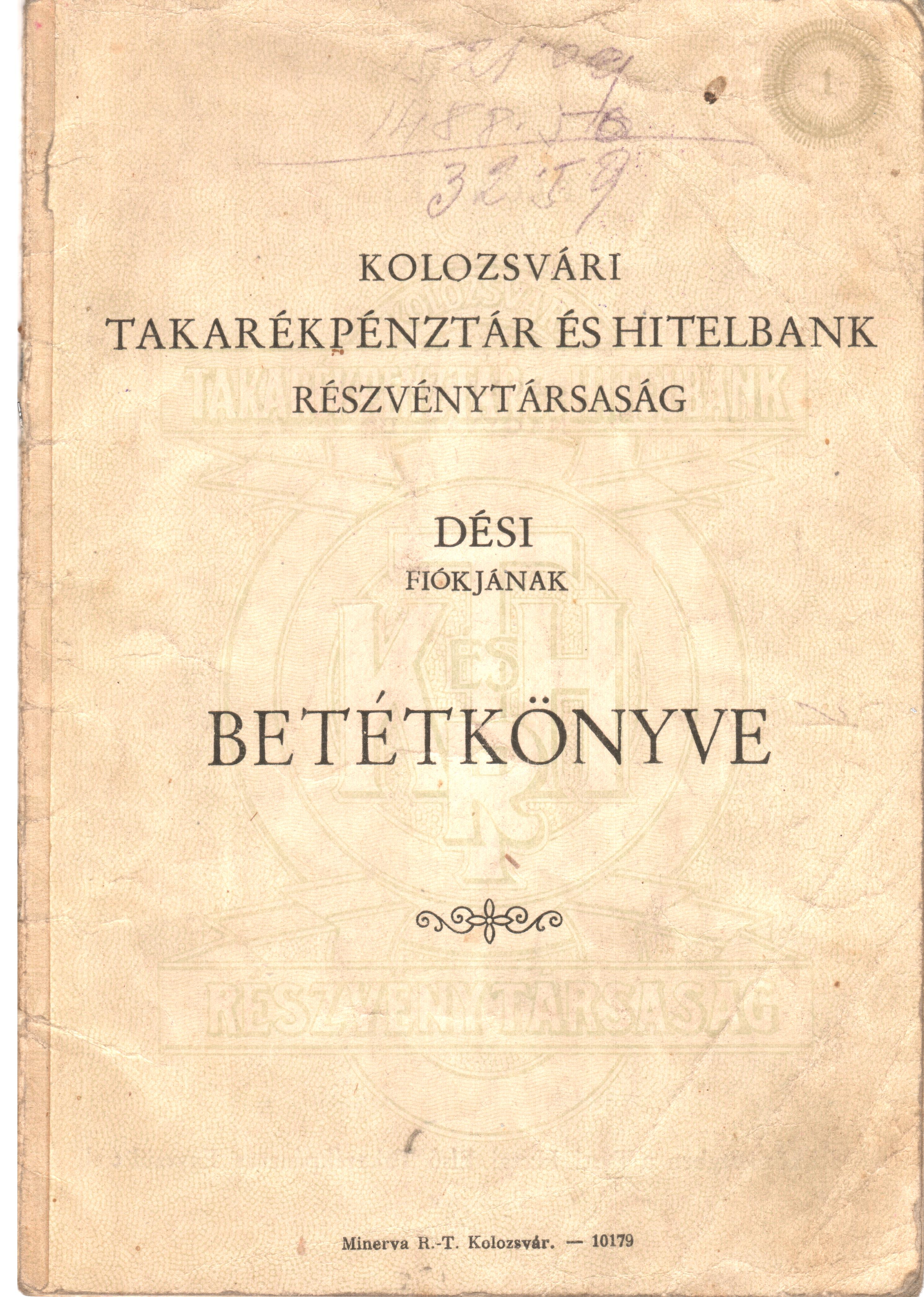
Betétkönyv 1941-ben

Bár a bank által nyújtott szolgáltatások a bank típusától és országtól függenek, általában a következők vannak köztük:
- pénz betétbe helyezése és kamatoztatása egy bankszámlán (passzív bankügylet)
- hitel nyújtása magánszemélyek és társaságok részére (aktív bankügylet)
- készpénz-helyettesítő fizetési eszközök: bankkártyák, hitelkártyák kibocsátása és pénzkiadó automaták üzemeltetése, csekkek kiállítása, beváltása
- értéktárgyak biztonságos tárolása (például széfben)
- pénzforgalmi szolgáltatások (pl: átutalások intézése, kötegelt pénz összegyűjtése és szállítása)
- kezesség és bankgarancia
- magán- és üzleti pénzügyi tanácsadás nyújtása
- nyugdíjas évek megtervezése, nyugdíj-előtakarékosság lehetővé tétele.

A pénzügyi tranzakciókat többféle csatornán keresztül le lehet bonyolítani:
- bankfiók: a fiókhálózat egyik tagja, melyen keresztül a pénzügyi műveletek széles köre elvégezhető
- ATM: komputervezérelt telekommunikációs eszköz, mely pénzügyi műveletek elvégzését teszi lehetővé egy pénzintézet ügyfelei részére nyilvános területen, melynél nincs szükség személyzetre a kiszolgálás alatt.
- levél
- telefonos bankolás: egy olyan szolgáltatás, amit pénzügyi intézmények nyújtanak, mely lehetővé teszi ügyfelei részére, hogy telefonon keresztül bonyolítsák le pénzügyi műveleteiket
- online banki ügyintézés: egy kifejezés, melyet az interneten bonyolódó (folyamatosan elérhető) kifizetésekre, átutalásokra használnak, melyhez használni kell a bank vagy hitelszövetkezet internetes oldalát

## A bankrendszerek típusai

### Egyszintű és kétszintű bankrendszerek
Az egyszintű bankrendszerben a központi és a kereskedelmi banki funkciókat is egy bank látja el. Magyarországon a rendszerváltás előtt egyszintű bankrendszer volt. A kétszintű bankrendszerben különválik a központi bank (jegybank) a kereskedelmi bankoktól.
A központi bank feladata a bankjegyek kibocsátása, a pénz-, valuta- és hitelpolitika irányítása, a nemzeti valuta értékállandóságának megőrzése, az állami pénztartalékok kezelése és őrzése, a kereskedelmi bankok működésének befolyásolása közgazdasági és pénzügyi szabályozó eszközökkel. Az üzleti bankok, más néven kereskedelmi bankok elsősorban betétgyűjtéssel, hitelezéssel, pénzforgalommal, értékpapírokkal, illetve befektetésekkel foglalkoznak. A szakosított pénzintézetek cégnevükben is viselik a bank szót. Nem végeznek teljes körű kereskedelmi banki tevékenységet, hanem egy-egy gazdasági területre, banki üzletágra szakosodnak.

### Specializált és univerzális bankrendszerek
A szolgáltatások összetettsége alapján specializáltnak nevezzük azt a bankrendszert, illetve hitelintézetet, amelyben a kereskedelmi bankok a klasszikus kereskedelmi banki funkciótól eltérő pénzügyi szolgáltató tevékenységtől el vannak zárva. A legutóbbi időkig ez az angolszász tőkepiaci modellben létező típus volt. Az univerzális vagy kontinentális bankrendszer vagy hitelintézet esetében az ügyfelek és a bank kapcsolata a pénzügyi szolgáltatások széles körére kiterjed. Ez azt a fejlődési irányt jelenti, amikor a pénzügyi intézmények nemcsak lakossági és vállalati hiteleket adnak, illetve betéteket fogadnak, hanem befektetési termékeket is árulnak: értékpapírok (részvények, kötvények, befektetési jegyek), biztosítási szolgáltatások vagy vagyonkezelési szolgáltatások (trust) is.

## A bankok típusai

### Központi bank vagy jegybank
Magyarországon ez a Magyar Nemzeti Bank, az Amerikai Egyesült Államokban szerepét a Federal Reserve System látja el. Jellemzői és feladatai:
- pénzkibocsátás
- az árfolyamstabilitás biztosítása
- az infláció szintjének alacsonyan tartása
- a vállalkozásokkal és háztartásokkal nem áll közvetlen kapcsolatban, hanem a kereskedelmi bankokkal
- a kormány gazdaságpolitikáját támogatja abban az esetben ha a fenti célok teljesültek

### Kereskedelmi bankok
- Háztartásokkal és vállalatokkal állnak kapcsolatban.
- Betéteket gyűjtenek.
- Bankszámlákat vezetnek.
- Bankközi átutalásokat hajtanak végre.
- Hitelt nyújtanak a lakosság és a vállalkozások számára a bankban elhelyezett betétek terhére, amelyeket a hitelfelvevők újra a bakrendszeren keresztül használnak. Ennek során a bankrendszer összessége a jegybank által előírt kötelező tartalékrátától függő mennyiségű új pénzkínálatot hoz létre (pénzteremtés). [3]
- Befektetési tevékenységet végeznek.
- A kereskedelmi bankok is teremthetnek számlapénzt.
- Valutát (kézzelfogható pénz) és devizát (számlapénz) váltanak.

### Befektetési (letéti) bankok
- A fő tevékenységi területük a vállalati kötvény és részvénykibocsátások szervezése, az eszközök és források nyilvántartása, kezelése, illetve a befektetésekhez kapcsolódó szolgáltatások (elemzések, tanácsadás.
- Általában államokkal, nagy befektetőkkel és tőzsdei kereskedőkkel állnak ügyféli kapcsolatban.
- Gyakran letéti minimummal rendelkeznek (pl minimum 100.000€ kell egy számla nyitásához)
- Nem vagy csak korlátozottan foglalkoznak hitelezéssel, illetve egyéb kereskedelmi bankokra jellemző a bank saját tőkéjét érintő kockázatos tevékenységgel.
- A számla virtuális "páncélszekrényként" működik, amelyre a befektető kezelési költség terhe mellett elhelyezheti a pénzét(forrás). A pénzből a letéti bank a saját maga által meghatározott keretek között az ügyfél számára, az ügyfél által meghatározott befektetési formákba fektet (részvények, értékpapírok, kötvények, nemesfémek) és ezeket a befektetéseket (eszközöket) szintén az ügyfél számlájára helyezi el.
- A fenti mechanizmus miatt egy letéti számla általában két alszámlával rendelkezik. Egy a forrásoknak (Készpénz), egy pedig az eszközöknek (Befektetések)

## A bankok jövedelmei
A bankok klasszikus bevételi forrása a kamatrés, ami a betéti, és a hitelkamat közötti különbség (a hitelkamat jól működő gazdaság esetén nem lehet nagyobb az ipari átlag tőkemegtérülésnél, mivel a termelés hasznából kell a kamatot visszafizetni), valamint a pénztári szolgáltatások díja (pénzváltási, számlavezetési díj stb.).